# Флаг Комор
Государственный флаг Союза Коморских Островов в его настоящей форме был принят в 2002 году. Предыдущий флаг представлял собой полумесяц на зелёном фоне. На новом флаге полумесяц сохранён, но помещён в зелёный треугольник. Кроме того были добавлены четыре полосы, которые символизируют четыре острова архипелага: жёлтый символизирует Мвали, белый символизирует Майотту, красный символизирует Анжуан и синий символизирует Гранд-Комор. Четыре звезды рядом с полумесяцем также символизируют острова. Полумесяц символизирует ислам — главную религию Коморских Островов.

## Исторические флаги Коморских Островов[2]

Флаг Франции, как флаг Коморских Островов 1886—1963
Флаг Коморских Островов 13 июля 1963 — 12 ноября 1975
Флаг Коморских Островов 12 ноября 1975 — 1 октября 1978
Флаг Исламской Федеративной Республики Коморские Острова 1 октября 1978 — 7 июня 1992
Флаг Исламской Федеративной Республики Коморские Острова 7 июня 1992 — 3 октября 1996
Флаг Исламской Федеративной Республики Коморские Острова 3 октября 1996 — 7 января 2002

## Флаги островов

Флаг Нгазиджи
Флаг Анжуана
Флаг Мвали
Флаг Майотты (спорная территория)